# Ladislav Rott

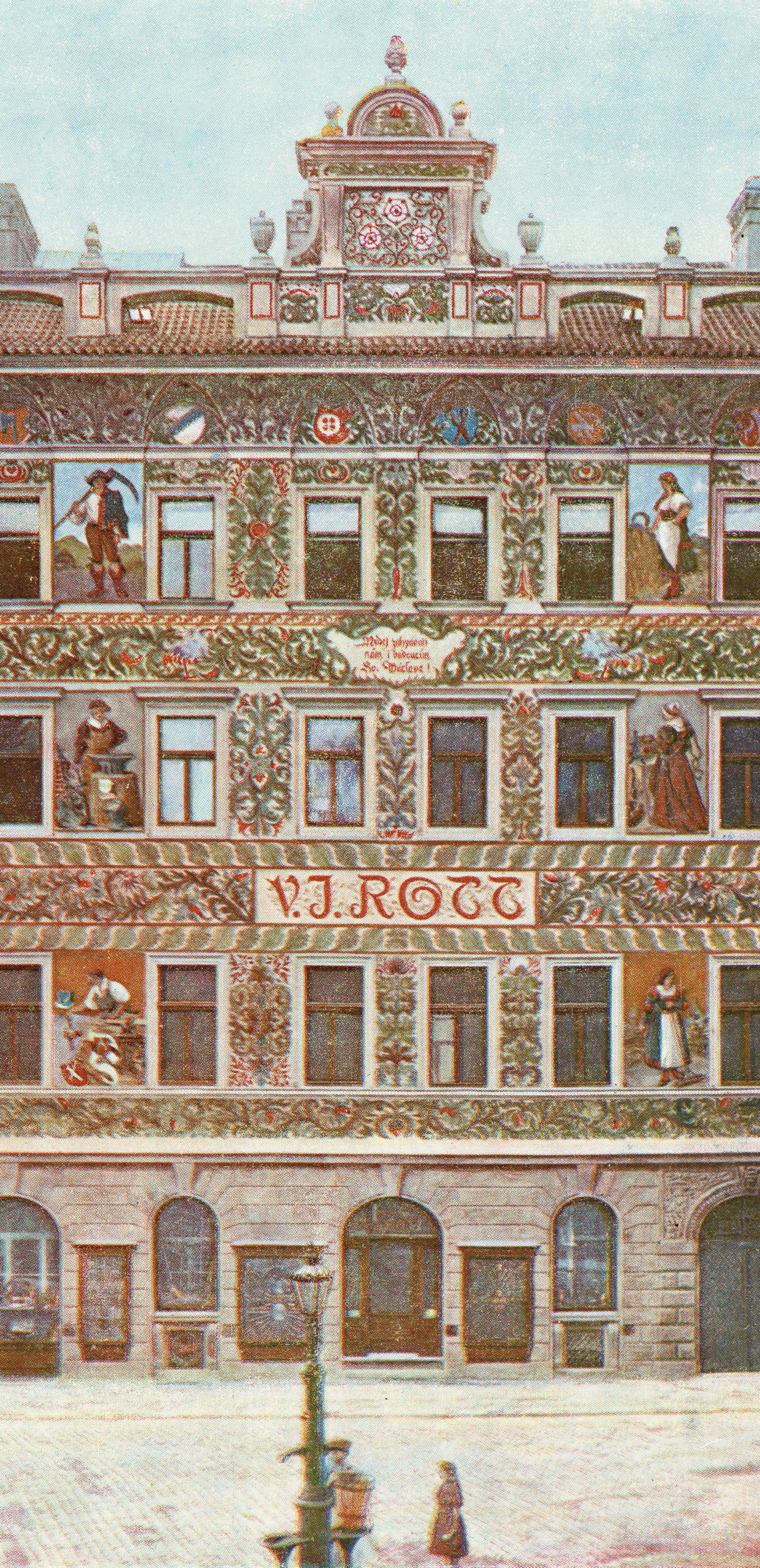
Hlavní Rottův dům na Malém náměstí v Praze s freskami Mikoláše Alše

Ladislav Rott (5. června 1851 v Praze – 27. června 1906 v Bad Ischlu), pražský obchodník, byl jedním ze synů a osmi dětí Vincence Josefa Rotta, zakladatele firmy V. J. Rott na Malém náměstí v Praze (1840).

## Život

### Mládí
Ladislav se vyučil se v otcově firmě, vystudoval Skřivanovu obchodní školu. Vedle češtiny a němčiny mluvil francouzsky, rusky, o něco později se naučil anglicky.
V sedmnácti letech šel na výměnu do Petrohradu, pak k obchodním partnerům do Paříže, a odtamtud jako obchodní cestující do Egypta. Zažil ještě obležení Paříže po bitvě u Sedanu (1871), aby se ve dvaceti letech vrátil do Prahy, kde s bratrem Juliem (1845–76) k 1. lednu 1872 převzali obchod. Ve společně započatém rozšíření firmy – jak zejména její činnosti, tak i stavebním – pokračoval po Juliově smrti Ladislav.

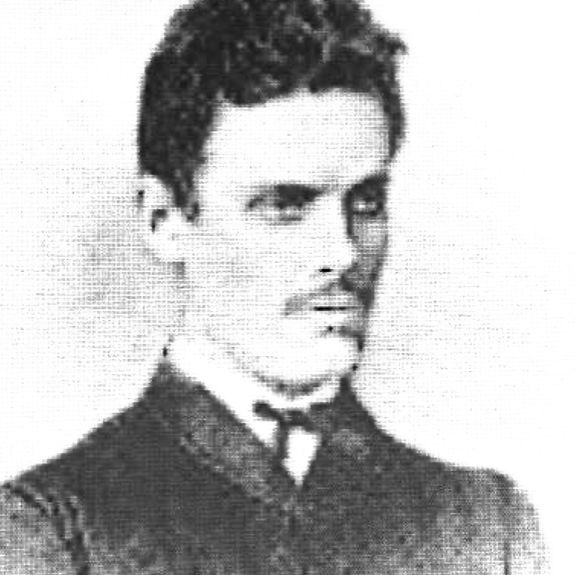
Julius Rott 1845-1876 za mládí
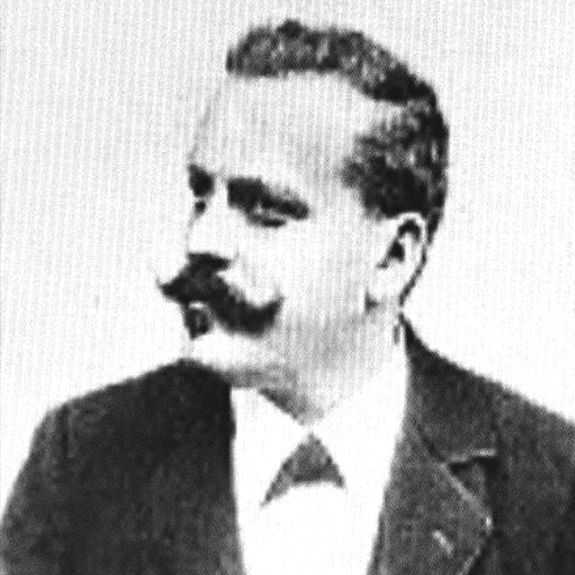
Ladislav Rott 1851-1906 za mládí

### Podnikání
Prosperující obchod Ladislavovi umožnil postupné přikupování nemovitostí sousedících s jeho domem na Malém náměstí a jejich rozsáhlé přestavbě v polovině 80. let 19. století. V letech 1896–1897 pak došlo i k nákladné rekonstrukci původního domu č. p. 142 na Malém náměstí (tzv. Rottův dům) a k zadání fresek Mikoláši Alšovi, provedených jeho spolupracovníky Arnoštem Hofbauerem a Ladislavem Novákem.
Rostoucí velkoobchod s sebou nesl i rozšiřování obsáhlých katalogů „Česko-německých ceníků nástrojů a potřeb pro veškerá řemesla“, vedle zaběhlých německých bylo nutno hledat nové české pojmy.

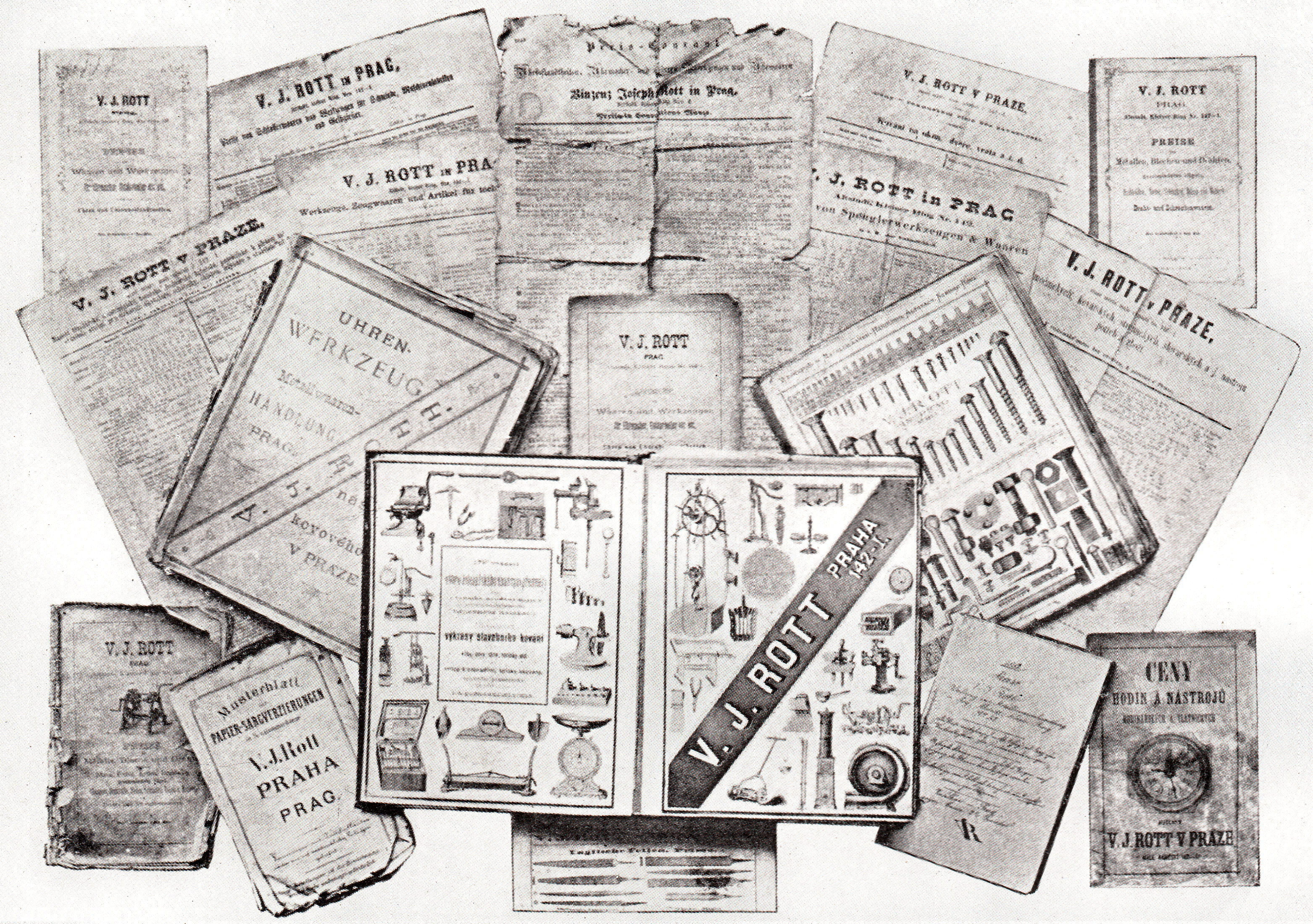
ceníky firmy V. J. Rott, z let 1843–76 a...
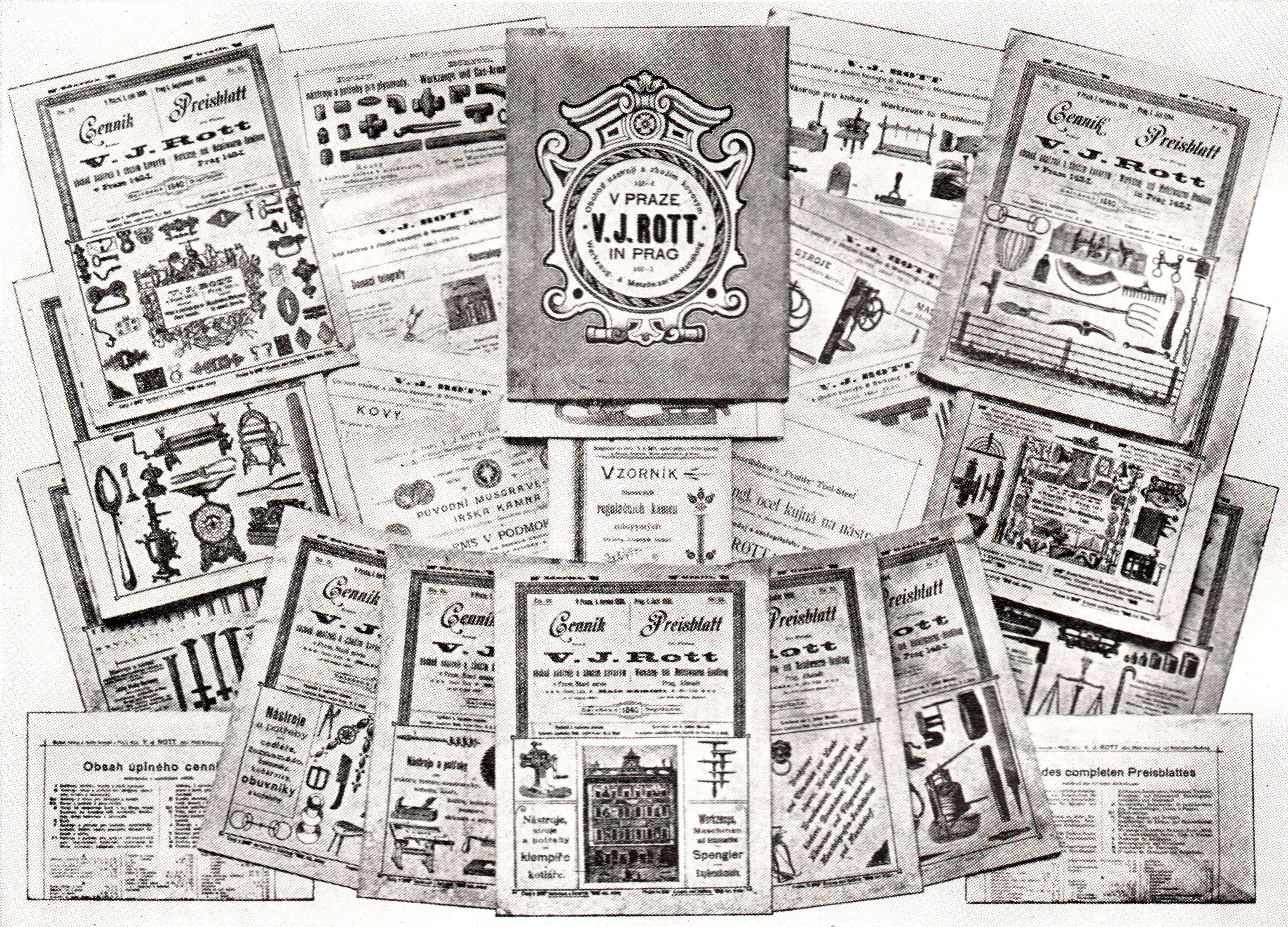
...1877–98, z publikací k výročím firmy

Manželka Karolínou (Karla), roz. Klecandová (1856–1904, sňatek byl uzavřen 15. 1. 1876) spolupracovala v obchodě, vedla domácnost a organizovala společenskou část rodinného života. V roce 1896 zavedla „čtvrtky u Rottů“, kde se scházeli čeští umělci, žurnalisté, politici a také obchodní přátelé z Anglie, Francie, Německa, Švédska a samozřejmě Rakouska, které tehdy patřilo k domácím zemím.
S manželkou Karlou měl pět dětí, tři dcery a dva syny – Julia Maria (*1877), Ladislav Vincenc (*1881), Jiřina Markéta (*1883), Vladimír Jiří (*1885) a Jitka Anežka (*1887). S druhou ženou Andrée (Andrea Melanie), roz. Polákovou z Vídně, dceru Andrée (*1906, Andrea Alžběta Jiřina). Mladší ze synů, Vladimír Jiří (1885–1965), jako poslední v Československu podnikatelsky činný člen této jedné ze známých pražských rodin, uprchl se svou ženou těsně po komunistickém puči v únoru 1948.
Po smrti manželky Karly se Ladislav podruhé oženil s o mnoho mladší vídeňskou kupeckou dcerou Andrée Polákovou. Na jaře 1906 se jim narodila dcera Andrée (Andrea Alžběta Jiřina). Ale již 27. června téhož roku Ladislav náhle zemřel na Jainzenbergu u Bad Ischlu.
Rod Rottů podporoval vznikající českou kulturu. Ladislav také podstatně přispěl na obnovení Národního divadla po požáru (v roce 1881, znovu otevřeno 1883). Spolu s bratrem Juliem pokračovali v tradici zahájené otcem Vincencem Josefem.

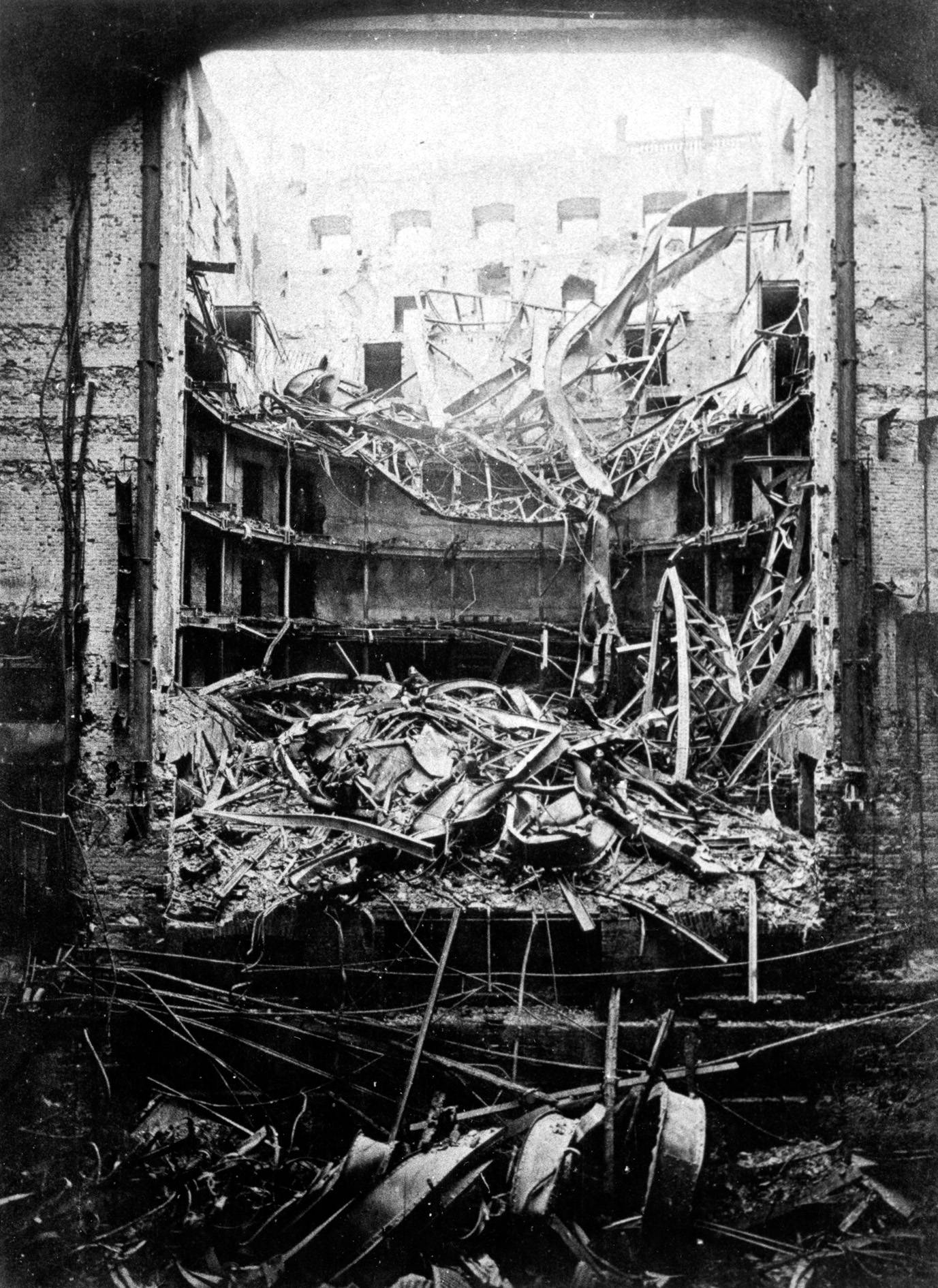
hlediště po požáru, pohled z jeviště
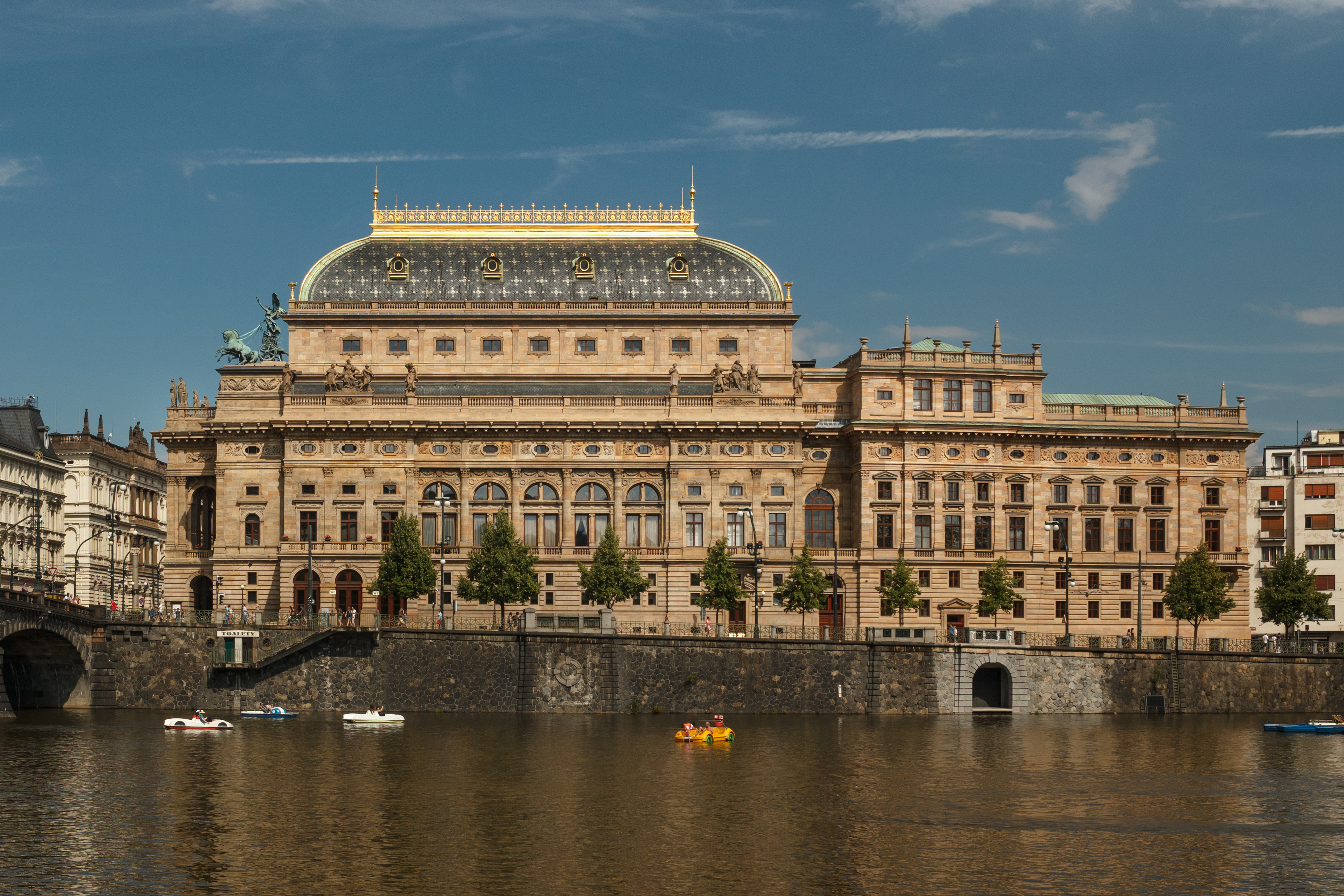
Národní divadlo v Praze

### Úmrtí
Ladislav Rott zemřel 27. června 1906 v Bad Ischlu a byl pochován ve výstavní rodinné hrobce na pražských Olšanských hřbitovech. Secesní hrobku se sochařskou výzdobou a kovovými odlitky vytvořil známý pražský sochař Vilém Amort, který se na tvorbu náhrobků zaměřoval.

### Po smrti
Po Ladislavově smrti 1906 se řízení firmy ujali jeho dva synové Ladislav a Vladimír Rottovi spolu s nejstarší sestrou Julií provdanou Veselou jako tichou společnicí, přičemž vdova Andrée Rottová a sestry vyjma Julie měly být vyplaceny, což podnik zadlužilo podle vzpomínky Vladimíra Rotta o téměř milion zlatých rakouských korun. Do podobné situace pak byl podnik znovu postaven po náhlé smrti Ladislava mladšího (Ladislav Vincenc) roku 1927, shodou okolností opět v Bad Ischlu, kdy bylo potřeba vyplatit jeho ženu Julii a dceru Ludmilu.

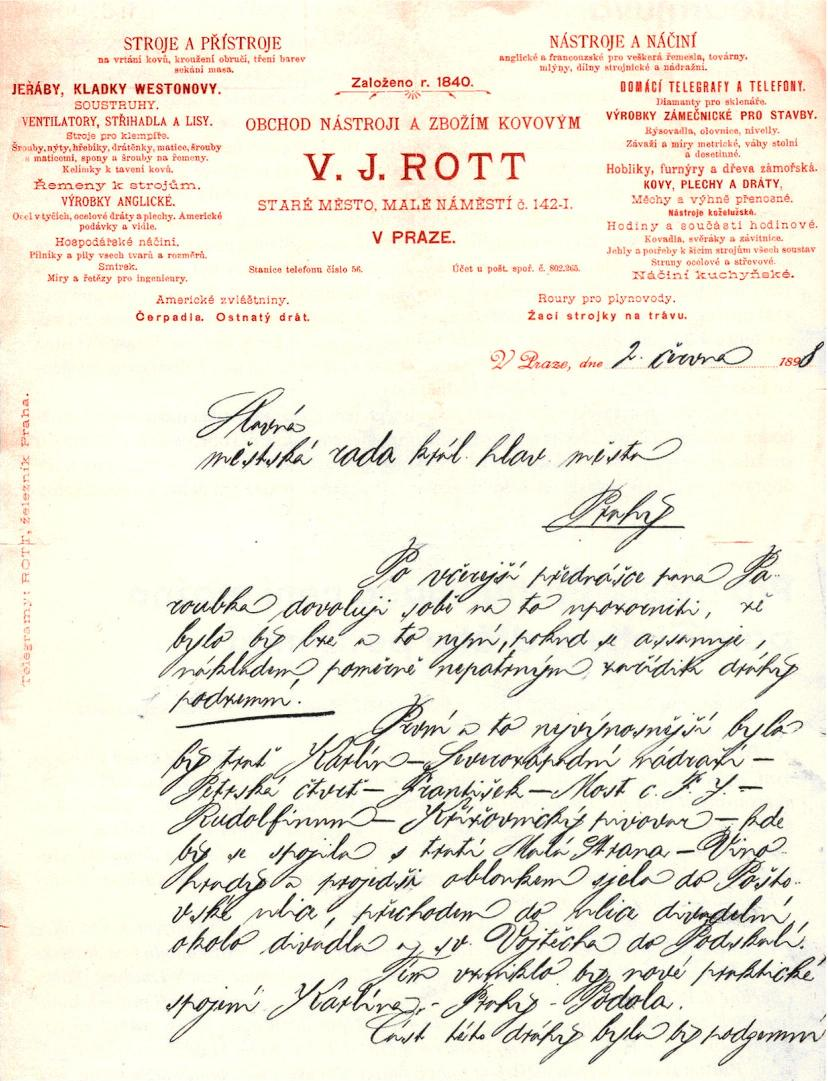
Návrh dráhy podzemní Ladislava Rotta Městské radě královského hlavního města Prahy, 2. června 1898

Po listopadu 1989 se jméno Ladislava Rotta objevilo v českých mediích v souvislosti s jeho návrhem stavby podzemní dráhy v Praze, podaným v létě 1898 Městské radě královského hlavního města Prahy.
Rottovy domy včetně hlavního se sgrafity Mikoláše Alše jsou, podle Vladimíra J. Rotta (*1950), který si stěžuje na jejich druhý „lup“ v roce 1993, neoprávněně pronajímány. Roku 1993 národní podnik „železářství U Rotta“ přešel do rukou jeho bývalého ředitele a společníků a to, podle údajů Vladimíra J. Rotta (*1950), neoprávněně.
Poznámka: S Karolínou Světlou a Sofií Podlipskou měl Ladislavův otec Vincenc, po meči, společného praděda Jakuba Rotta (1718–1779).